# گلجار
گلجار یکی از روستاهای استان آذربایجان شرقی است که در دهستان میشاب شمالی بخش مرکزی شهرستان مرند (در ۱۲ کیلومتری شهرستان مرند) واقع شده‌است.
مردم آن کشاورزی و دامداری می‌کنند و در زمستان به کار قالی بافی می پردازند .
در حدود ۱۸۰ خانوار و ۷۵۰ نفر جمعیت دارد .
دارای باغات زردآلو و گردو می‌باشد.